# Supernatural (Des'ree)
Supernatural è il terzo album della cantante britannica Des'ree. L'album pubblicato il 26 giugno 1998 dall'etichetta discografica Sony Music ed è stato promosso dai singoli di successo Life e Kissing You, quest'ultima tema portante del film Romeo + Giulietta di William Shakespeare.

## Tracce
CD (Soho Square 489719 2 (Sony) / EAN 5099748971920)
1. What's Your Sign? - 4:07 (Ashley Ingram, Des'ree)
2. God Only Knows - 4:44 (Eric Bazilian, Des'ree)
3. Life - 3:38 (Prince Sampson, Des'ree)
4. Best Days - 4:11 (Prince Sampson, Des'ree)
5. Proud to Be a Dread - 3:57 (Michael Graves, Des'ree)
6. Kissing You - 4:53 (Tim Atack, Des'ree)
7. Indigo Daisies - 6:55 (Prince Sampson, Des'ree)
8. Time - 4:13 (Rick Nowels, Des'ree)
9. Down By The River - 5:11 (Prince Sampson, Des'ree)
10. Darwin Star - 5:20 (Prince Sampson, Tim Atack, Des'ree)
11. Fire (con Babyface) - 3:47 (Bruce Springsteen)

## Classifiche
| Classifica (1998) | Posizione raggiunta |
| ----------------- | ------------------- |
| Australia         | 27                  |
| Austria           | 6                   |
| Belgio (Fiandre)  | 14                  |
| Belgio (Vallonia) | 23                  |
| Francia           | 16                  |
| Germania          | 17                  |
| Norvegia          | 18                  |
| Nuova Zelanda     | 41                  |
| Paesi Bassi       | 4                   |
| Regno Unito       | 16                  |
| Spagna            | 9                   |
| Svezia            | 12                  |
| Svizzera          | 8                   |